# That '80s Show
That '80s Show es un sitcom estadounidense ambientado en 1984 que se emitió de enero a mayo de 2002. A pesar de tener un nombre similar, una estructura y muchos de los mismos escritores y personal de producción, no es una serie derivada de That '70s Show. Los personajes y las historias de ambos programas nunca se cruzaron, sin embargo, los personajes principales de cada programa, Eric Forman —interpretado por Topher Grace— y Corey Howard —interpretado por Glenn Howerton—, son primos hermanos. Fue un programa independiente creado debido a la popularidad de That '70s Show en ese momento.

## Desarrollo
Freaks and Geeks, un programa que se emitió en NBC durante la temporada televisiva de 1999-2000, fue llamado That '80s Show por fanáticos y críticos por sus similitudes con That' 70s Show. Cuando se le preguntó acerca de That '70s Show en la década de 1980, después de que Fox renovó el programa para la tercera y cuarta temporada en diciembre de 1999, el creador del programa Mark Brazill dijo «tendremos que cambiar el nombre a That' 80s Show».
That '80s Show comenzó a desarrollarse en agosto de 2001, utilizando el mismo equipo creativo de That' 70s Show. Fox inicialmente quería hacer un derivado de That '70s Show, pero prefirió crear un programa sobre una década diferente. En noviembre de 2001, Fox anunció que That '80s Show se estrenaría el 23 de enero de 2002, como un reemplazo a mitad de temporada. Al desarrollar el programa, la productora ejecutiva Linda Wallem dijo: «Este programa realmente surgió de las conversaciones que tuvimos mientras trabajábamos en 'That' 70s Show'. Estábamos hablando de lo que habíamos estado haciendo en los años 80 y descubrimos que todos habíamos estado en prácticamente la misma situación, manteniéndonos con trabajos que odiamos pero realmente ardiendo por estar en el mundo del espectáculo. Pero, por supuesto, para la mayoría de la gente, en la década de los 80 trataba de salir y obtener una parte de su dinero, por lo que nuestros personajes son personas que constantemente están siendo arrastradas entre sus sueños artísticos y la realidad comercial». Wallem, junto con Mark Brazill y Terry Turner, crearon el programa, y otros productores ejecutivos incluyeron a Marcy Carsey y Tom Werner. La diseñadora de vestuario, Melina Root, que también trabajó en That '70s Show, revisó revistas de moda, catálogos de mercadotecnia y anuarios de la década de 1980 para encontrar ideas para el vestuario que los personajes del programa pudieran usar.
La comediante Margaret Smith fue elegida para aparecer en el programa en octubre de 2001. Fox anunció al resto del elenco en diciembre de 2001. El programa eligió actores relativamente desconocidos de manera similar al elenco de That '70s Show. Daniel, quien interpretó a Sophia en That '80s Show, tuvo un papel de estrella invitada en That 70s Show en un episodio que se emitió el día antes del estreno de That 80s Show. Interpretó a la prima de Eric Forman, Penny, en el episodio «Eric's Hot Cousin». Howerton y Grimes crecieron en Montgomery, Alabama, al mismo tiempo, pero no se habían conocido antes de ser elegidos como hermanos en el programa.
El programa inició el 23 de enero de 2002 y el episodio final se emitió el 29 de mayo de 2002. Su horario habitual era los miércoles por la noche a las 8:00/7:00 (CST) en Fox Network.

## Trama
El programa está ambientado en 1984 y gira en torno a la vida de un grupo de amigos de unos 20 años que viven en San Diego, California. El programa sigue las vidas del músico Corey Howard y sus compañeros, amigos y familiares. Su relación laboral —y eventualmente romántica— con June Tuesday también es un punto importante, y se convierte en el centro del programa después de algunos episodios. Los episodios posteriores se centraron en el choque cultural entre Corey y los estilos de vida de June. A lo largo de cada episodio se esparcen varios fragmentos de la cultura y la música de la década de 1980. Al igual que con That '70s Show, muchas celebridades de la década protagonizaron varios episodios.
Los episodios tuvieron lugar en diferentes lugares a lo largo del día como en Club Berlin, un club de baile; Permanent Record, la tienda de discos donde trabajaban Corey y June; Videx, una oficina propiedad de R.T.; y la casa familiar, junto con algún que otro viaje en automóvil.

## Elenco

### Principal
- Glenn Howerton como Corey Howard, un músico[15]
- Tinsley Grimes como Katie Howard, la hermana de Corey
- Chyler Leigh como June Tuesday, una punk[16]
- Eddie Shin como Roger Park, el mejor amigo de Corey[17]
- Brittany Daniel como Sophia, la exnovia bisexual de Corey
- Margaret Smith como Margaret, una antigua hippie
- Geoff Pierson como RT Howard, padre de Corey y Katie

### Estrellas invitadas
- Josh Braaten como Owen, el novio de Katie
- T.J. Thyne como Frank, el jefe de Roge
- Rance Howard como Mr. Bailey
- Marjorie Lovett como la Mrs. Bailey
- DC Douglas como cliente
- Jeremiah Birkett como DJ
- Danny Breen como jefe
- Jeff Doucette como Gus
- Jim Jansen como el Mr. Vanhausen
- Dan Bucatinsky como Rick
- Nathan West como Wray Thorn, excompañero de clase de Corey
- Simbi Kali Williams como Venus
- Robert Clendenin como Gelato Glenn
- Tammy Lynn Michaels como Patty, la novia de Roger
- Francesca P. Roberts como la profesora Webster
- Tiffany como Candy, empleada de un club punk
- Ed McMahon como él mismo
- Pat Benatar como ella misma
- Neil Giraldo como él mismo
- John Caponera como Ted
- Deborah Gibson como Janice, una molesta cliente
- Morgan Fairchild como Cossima, competidora rival de RT
- John Taylor como Zeke, decorador de Margaret
- Cynthia Daniel como Bianca, la hermana gemela de Sophia

Otros miembros del elenco incluyeron a Alana Austin, Brian Palermo, Jay Huguley, Derek Waters, April Winchell, Darby Stanchfield, Renée Elise Goldsberry y Bradley Stryker. La directora de casting del programa fue Cecily Adams.

## Episodios
| N.º | Título               | Dirigido por  | Escrito por                                | Fecha de lanzamiento original | Código de prod. |
| --- | -------------------- | ------------- | ------------------------------------------ | ----------------------------- | --------------- |
| 1 | «That '80s Pilot»    | David Trainer | Mark Brazill & Terry Turner & Linda Wallem | 23 de enero de 2002           | 101             |
| Corey conoce a Tuesday y no se lleva bien con ella, abandona la tienda de discos para trabajar para su padre, no sin antes sacar lo mejor de ella en una guerra de insultos. Sophia revela su enamoramiento por Katie. Corey regresa a Permanent Record al final del episodio, y se lleva a Tuesday a tomar un café. |                      |               |                                            |                               |                 |
| 2 | «Valentine's Day»    | Terry Hughes  | Cindy Caponera                             | 30 de enero de 2002           | 104             |
| Una caja de bombones aparece en Permanent Record, y Margaret engaña tanto a Corey como a Tuesday haciéndoles creer que el otro los compró como regalo, lo que los asusta a ambos en su «no relación». Owen vuelve a casa desde la Marina para visitar a Katie. RT está deprimido porque se siente solo, y la pandilla lo lleva al Club Berlín para buscarle una cita. |                      |               |                                            |                               |                 |
| 3 | «Tuesday Comes Over» | Terry Hughes  | Elaine Aronson                             | 6 de febrero de 2002          | 103             |
| Tuesday toma una ducha en Corey —sin que supiera— después de que Katie descubre que está durmiendo en su auto. En el proceso, descubre que Corey le mintió acerca de vivir solo. Roger lucha con el trabajo en el concesionario de automóviles. RT compra un jacuzzi. Katie intenta que todos sean más respetuosos con el medio ambiente. |                      |               |                                            |                               |                 |
| 4 | «Corey's Remix»      | Terry Hughes  | Terry Turner                               | 13 de febrero de 2002         | 102             |
| Corey graba una canción sobre su ruptura con Sophia, y Katie la mezcla en una canción de baile y la toca en el club, para disgusto de Corey. Roger es despedido de su trabajo en el concesionario de automóviles. Corey coquetea con Tuesday, invitándola al Club Berlín. Ella lo rechaza, pero se siente mal y aparece en el club de todos modos al final del episodio. |                      |               |                                            |                               |                 |
| 5 | «My Dead Friend»     | Terry Hughes  | Christine Zander                           | 20 de febrero de 2002         | 105             |
| Un cliente habitual del club fallece, y su padre piensa erróneamente que Corey era su amigo y le pide que diga unas palabras en su funeral. Corey descubre que «Tuesday» es en realidad el apellido de Tuesday, y la primera inicial de su nombre es «J». Roger está obsesionado con encontrar al primo del difunto, dueño de un lucrativo concesionario de autos en Chula Vista, California. Corey no sabe qué decir, así que Tuesday lo ayuda y finalmente le dice su primer nombre en el proceso —June— en un esfuerzo por lograr que confíe en ella. Sophia continúa persiguiendo al novio de Katie e intenta montar un trío con ellos dos y Owen. Un borracho que frecuentemente vende discos a Permanent Record, sin saberlo, le da a Margaret una copia de la «portada del carnicero» del álbum Yesterday and Today de The Beatles. No sabe si conservarlo o hacer lo correcto y devolverlo. |                      |               |                                            |                               |                 |
| 6 | «Spring Break '84»   | Terry Hughes  | Steve Joe y Greg Schaffer                  | 6 de marzo de 2002            | 106             |
| Katie se endeuda con su tarjeta de crédito, por lo que planea un viaje falso a México para las vacaciones de primavera, que resulta ser solo el apartamento de Roger. RT se desmorona sin la guía diaria de Katie. Un excompañero de clase de Corey de la secundaria —interpretado por Nathan West— es ahora una gran estrella del pop y le pide a Tuesday que venga a su programa —y al backstage—. Corey está deprimido ante la idea de que Tuesday salga con alguien más, pero al final ella no puede soportar la música del chico. Roger compra un nuevo par de pantalones de paracaídas que le imposibilitan sentarse. |                      |               |                                            |                               |                 |
| 7 | «Katie's Birthday»   | Terry Hughes  | Jenna Jolovitz                             | 27 de marzo de 2002           | 107             |
| Sophia planea una fiesta de cumpleaños para Katie, donde Owen le propone matrimonio, para gran vergüenza de Katie. RT compra una videocámara nueva, pero no sabe cómo usarla. Roger se lastima el tobillo bailando. Corey y Tuesday finalmente se besan, después de mucha tensión —y discusiones—, pero aún discuten al final del episodio —pero casi se besan de nuevo—. RT contrata a Sophia como directora de ventas de Videx. |                      |               |                                            |                               |                 |
| 8 | «After The Kiss»     | Terry Hughes  | Tony Barbieri                              | 3 de abril de 2002            | 108             |
| Las cosas cambian entre Corey y Tuesday, pero ella huye ante la idea de una estar en una «relación». Katie invita a Roger a su clase de aeróbic y él la acompaña con su baile. Sophia comienza a trabajar en la compañía de RT y se convierte en una controladora hambrienta de poder. Tuesday finalmente llega y acepta salir con Corey después de hablar con Margaret. |                      |               |                                            |                               |                 |
| 9 | «Double Date»        | Terry Hughes  | Sarah McLaughlin y Lesley Wake             | 10 de abril de 2002           | 109             |
| Corey y Tuesday tienen una cita, Roger quiere que sea una cita doble, así que Tuesday busca a una chica al azar que trabaja en el banco local —Tammy Lynn Michaels— para él. RT decide convertirse en el portavoz de su propia empresa, pero las mujeres de su comercial no dejan de distraerse. Katie decide abandonar la universidad, pero tiene miedo de decírselo a su padre —en cambio, cambia de especialización después de encontrarse con un viejo profesor—. Tuesday se frustra con el estilo de vida de Corey, pero al final lo acepta. |                      |               |                                            |                               |                 |
| 10 | «Punk Club»          | Terry Hughes  | Tiffany Zehnal                             | 17 de abril de 2002           | 110             |
| Se abre un nuevo club punk en la ciudad, y Tuesday va sin avisarle a Corey. Roger se quema parte del cabello en el automóvil con una plancha de engarzar portátil. Sophia convence a Katie de que deje de limpiar la casa, lo que hace que RT no pueda cuidar de sí mismo. Margaret se obsesiona con Footloose]. Corey cree que Tuesday se siente avergonzada de estar con él, por lo que Tuesday lleva a Corey de regreso al club, defendiendo su imagen «normal» ante todos. La cantante Tiffany es estrella invitada como empleada de un club punk. |                      |               |                                            |                               |                 |
| 11 | «Road Trip»          | Terry Hughes  | Neil Edwards                               | 24 de abril de 2002           | 111             |
| Después de que los dos se presentan en una boda, Katie se inscribe a sí misma y a Corey para estar en Star Search. Corey tiene dudas acerca de aparecer en un programa de talentos «convencional». RT lleva a Sophia a la boda para lucirse con su exesposa, y ella se muda temporalmente. Roger conoce —y baila para— Ed McMahon, quien es la estrella invitada. Margaret tiene miedo de ver a Pat Benatar —protagonista invitada con Neil Giraldo—, debido a un accidente pirotécnico del que fue responsable años antes. |                      |               |                                            |                               |                 |
| 12 | «Beach Party»        | Terry Hughes  | Linda Wallem                               | 7 de mayo de 2002             | 112             |
| Katie invita a los chicos a una barbacoa en la playa, pero es solo un truco para limpiar la playa. La decisión de Corey de mudarse con Tuesday la asusta y enfurece a Roger. Debbie Gibson es la estrella invitada como una clienta de una tienda de discos que vuelve loca a Margaret. RT está pensando en vender su empresa a una competidora, interpretada por Morgan Fairchild. Ella y Sophia tienen una sesión de bofetadas tipo Dinastía. Tuestday, a su manera, le dice a Corey que lo ama, y la serie termina con los dos besándose en la playa. |                      |               |                                            |                               |                 |
| 13 | «Sophia's Depressed» | Terry Hughes  | Elaine Aronson                             | 29 de mayo de 2002            | 113             |
| Sophia está deprimida porque su hermana gemela, Bianca —Cynthia Daniel—, se va a casar. RT cree que una vez se acostó con Patty, la novia de Roger. La tienda de discos está dañada debido a un incendio eléctrico, y el amigo de Margaret, Zeke —interpretado por John Taylor— la remodela. Owen les dice incorrectamente a todos en su barco que él y Katie se casaron, y también está abatido por el final de M*A*S*H. Corey le pide a Tuesday que se quede en su casa, pero ella tiene miedo del estilo de vida «feliz» de su familia. |                      |               |                                            |                               |                 |

## Recepción

### Crítica
El primer episodio de That '80s Show recibió reseñas generalmente negativas de los críticos de televisión. Eric Kohanik, de The Calgary Herald, comentó que se necesita un período de tiempo de al menos 20 años para reírse de él, y That '80s Show se creó demasiado pronto. David Bianculli de The New York Daily News estuvo de acuerdo, pero resumió que el programa no «es tan malo». Josh Friedman de Los Angeles Times concluyó que el episodio piloto le recordaba una reunión escolar, que «la diversión nostálgica es intermitente». Miki Turner de Fort Worth Star-Telegram criticó la química del elenco y la efectividad de la escritura. Sonia Mansfield de The San Francisco Examiner dijo que el programa es «levemente entretenido con algunos momentos divertidos», pero señaló que el humor estaba siendo impulsado por el escenario más que a través de sus personajes. En una revisión más negativa, Peggy Curran de Montreal Gazette dijo que «no es tan divertido u original como podría haber sido».
En una columna retrospectiva, Tony Atherton de Ottawa Citizen explicó que una de las razones por las que That '80s Show fracasó fue porque el programa presentaba a adultos jóvenes en la década de 1980, y aquellos que experimentaron esa década en sus 20 estarían en sus 40 cuando el programa se emitió en 2002. Reflexionó que el programa estaba dirigido a espectadores de 30 años, pero hizo que su elenco de personajes fuera demasiado viejo.

## Cancelación
That '80s Show no logró ganar una amplia audiencia durante su emisión original, y las bajas calificaciones finalmente hicieron que Fox lo cancelara después de 13 episodios el 17 de mayo de 2002, antes de que el episodio final saliera al aire el 29 de mayo.